# Trädgårdsbulbyl
Trädgårdsbulbyl (Pycnonotus barbatus) är en fågel i ordningen tättingar och familjen bulbyler som förekommer i Afrika.

## Utseende
Trädgårdsbulbyl blir omkring 18 centimeter lång. Den är övervägande gråbrunaktig på ryggen, ljusare vitaktig på buken och huvudet är karakteristiskt mörk svartbrunaktigt. Den har en lång stjärt och en förhållandevis kort och rak näbb. Näbben och fötterna är svarta och ögonen är mörkt bruna. Den har en mörk orbitalring runt ögat som dock inte är särskilt distinkt. På huvudet har den en tofs. Vissa variationer i utseendet förekommer mellan de olika underarterna, en del av underarter har gul undergump. Hanar och honor har liknande fjäderdräkt.

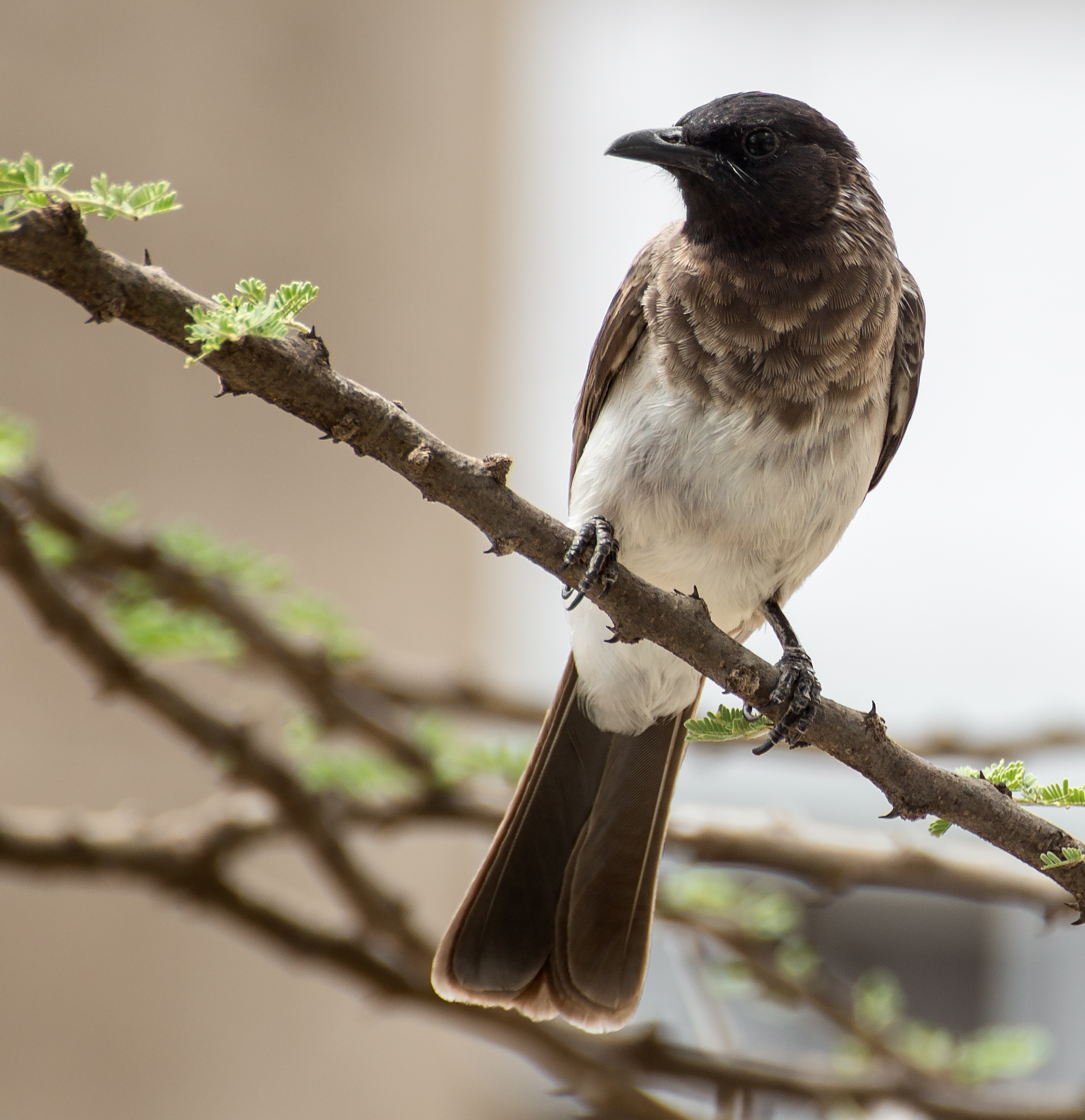
Trädgårdsbulbyl fotograferad i Aledeghi Wildlife Reserve i centrala Etiopien.

## Läte
Trädgårdsbulbylen är en ljudlig och talför fågel. Från flockar hörs upprepade "tjahr tjahr tjahr...", i upprört tillstånd skarpare "tschirr". Sången är stötig, kraftfull och varierad, exempelvis ett "tjick tjillevi tjuvy".

## Utbredning och systematik
Trädgårdsbulbylen är en vida spridd art som häckar över större delen av den afrikanska kontinenten. Arten indelas i ett tiotal underarter som i sin tur delas in i fyra grupperingar:
- barbatus-gruppen förekommer i norra Afrika till Centralafrika.
  - Pycnonotus barbatus barbatus – nominatformen förekommer i Marocko, Algeriet och Tunisien
  - Pycnonotus barbatus inornatus – förekommer från Senegal till Ghana, norra Niger, norra Nigeria, norra Kamerun och västra Tchad.
  - Pycnonotus barbatus gabonensis – förekommer från centrala Nigeria och centrala Kamerun till Gabon och södra Kongo-Brazzaville
  - Pycnonotus barbatus arsinoe – förekommer i Egypten (Nildalen), östra Tchad, Sudan och norra Sydsudan
  - Pycnonotus barbatus schoanus – förekommer i Eritrea, Etiopien och sydöstra Sydsudan
- somaliensis-gruppen förekommer enbart på norra delen av Afrikas horn
  - Pycnonotus barbatus somaliensis – förekommer från Djibouti till nordvästra Somalia och sydöstra Etiopien
- dodsoni-gruppen förekommer enbart på södra delen av Afrikas horn
  - Pycnonotus barbatus dodsoni – förekommer i södra Somalia och närliggande områden från Etiopien till norra Kenya
- tricolor-gruppen förekommer från Centralafrika till Sydafrika
  - Pycnonotus barbatus spurius – förekommer i södra Etiopien
  - Pycnonotus barbatus layardi inkl. micrus, tenebrior, naumanni – förekommer från sydöstra Kenya till östra Tanzania, Zambia, nordöstra Botswana och Sydafrika.
  - Pycnonotus barbatus tricolor inkl. minor, fayi, ngamii – förekommer från östra Kamerun österut till Sydsudan och centrala Kenya, söderut till norra Namibia, Demokratiska republiken Kongo, nordvästra Botswana samt norra och västra Zambia

## Ekologi
Trädgårdsbulbylen hittas i skogar, buskmarker och andra liknade områden. Den förekommer även i uppodlade områden och kan också ses i parker och trädgårdar. Trädgårdsbulbyl ses ofta i par eller i små grupper. Den är en vaksam fågel som ofta sitter i toppen på en buske. Som andra bulbyler är den en aktiv fågel vars närvaro ofta märks genom dess läte. Dess föda består av frukt, nektar och insekter. Trädgårdsbulbylen är en stannfågel. 

### Häckning
Trädgårdsbulbylen  häckar huvudsakligen från september till december. Boet är en robust skålformad konstruktion och byggs i skydd av täta löv i små träd eller buskar. Vanligen läggs två eller tre ägg i en kull.

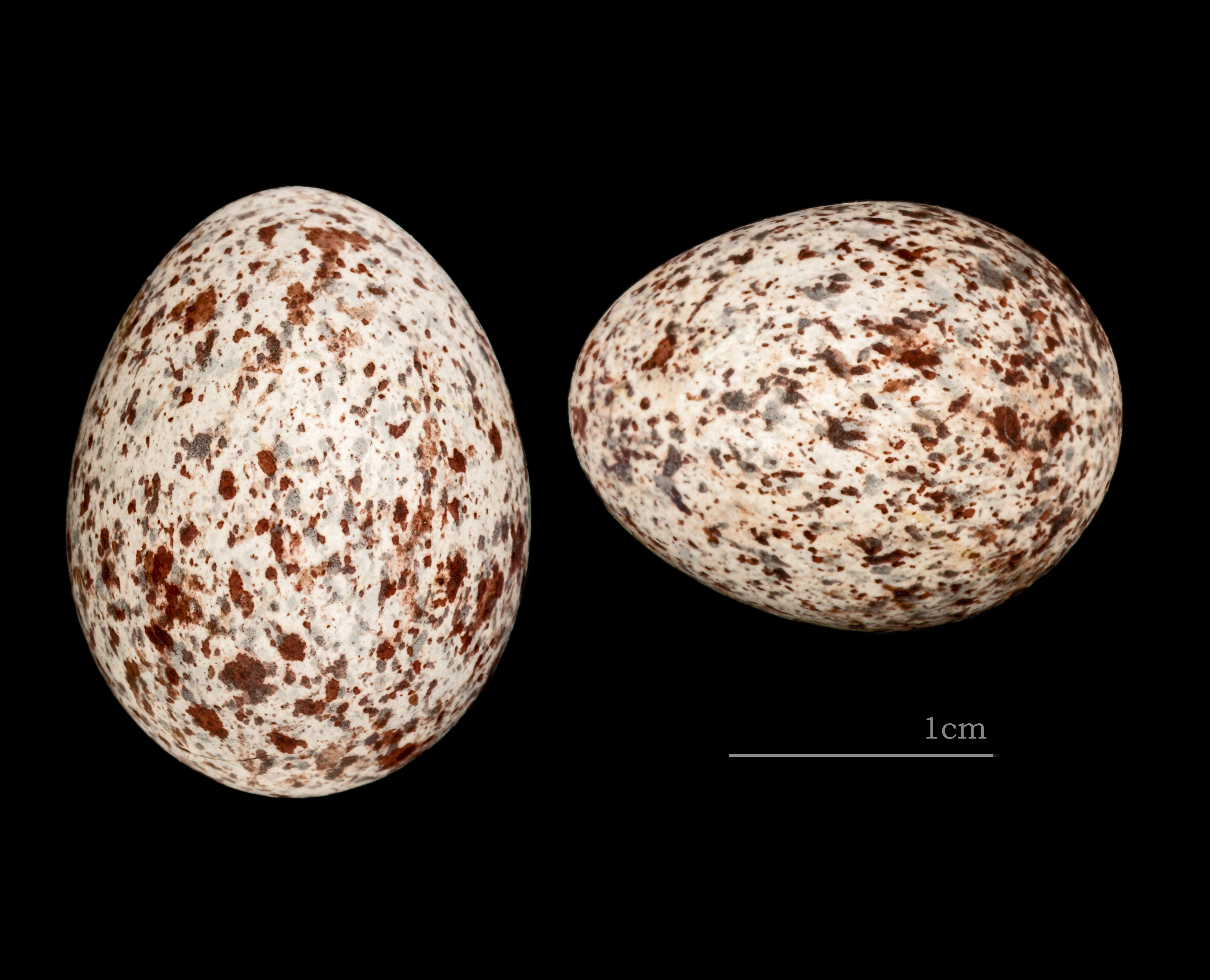
Ägg från trädgårdsbulbyl av nominatformen.

Det förekommer att trädgårdsbulbylen utsätts för häckningsparasitism av jakobinskatgök (Clamator jacobinus) som lägger ägg i dess bon.